# Nimm sie hin
 Nimm sie hin ist eine Polka-francaise von Johann Strauss Sohn (op. 358). Das Werk wurde am 9. Juli 1873 im Blumensaal der Wiener Gartenbaugesellschaft erstmals aufgeführt. 

## Einzelnachweis
1. ↑  Quelle: Englische Version des Booklets (Seite 101) in der 52 CDs umfassenden Gesamtausgabe der Orchesterwerke von Johann Strauß (Sohn), Hrsg. Naxos (Label). Das Werk ist als fünfter Titel auf der 38. CD zu hören.